# Ulryk II (książę Meklemburgii)
Ulryk II (zm. 13 lipca 1471 r.) – książę Meklemburgii-Stargard od 1466 r.
Ulryk był jedynym synem księcia Meklemburgii-Stargard Henryka. Jego matką była druga żona Henryka, Ingeborga, córka księcia stargardzkiego i słupskiego Bogusława VIII. W 1466 r. odziedziczył tron książęcy po śmierci ojca.
Ożenił się z Katarzyną, córką Wilhelma, księcia Werle. Z tego małżeństwa pochodziły dwie córki: Ingeborga (żona hrabiego Bentheim Everwina II) i Elżbieta. Po śmierci Ulryka księstwo Meklemburgii-Stargard przypadło Henrykowi IV Grubemu, księciu Meklemburgii-Schwerin.